# Helene Merviola

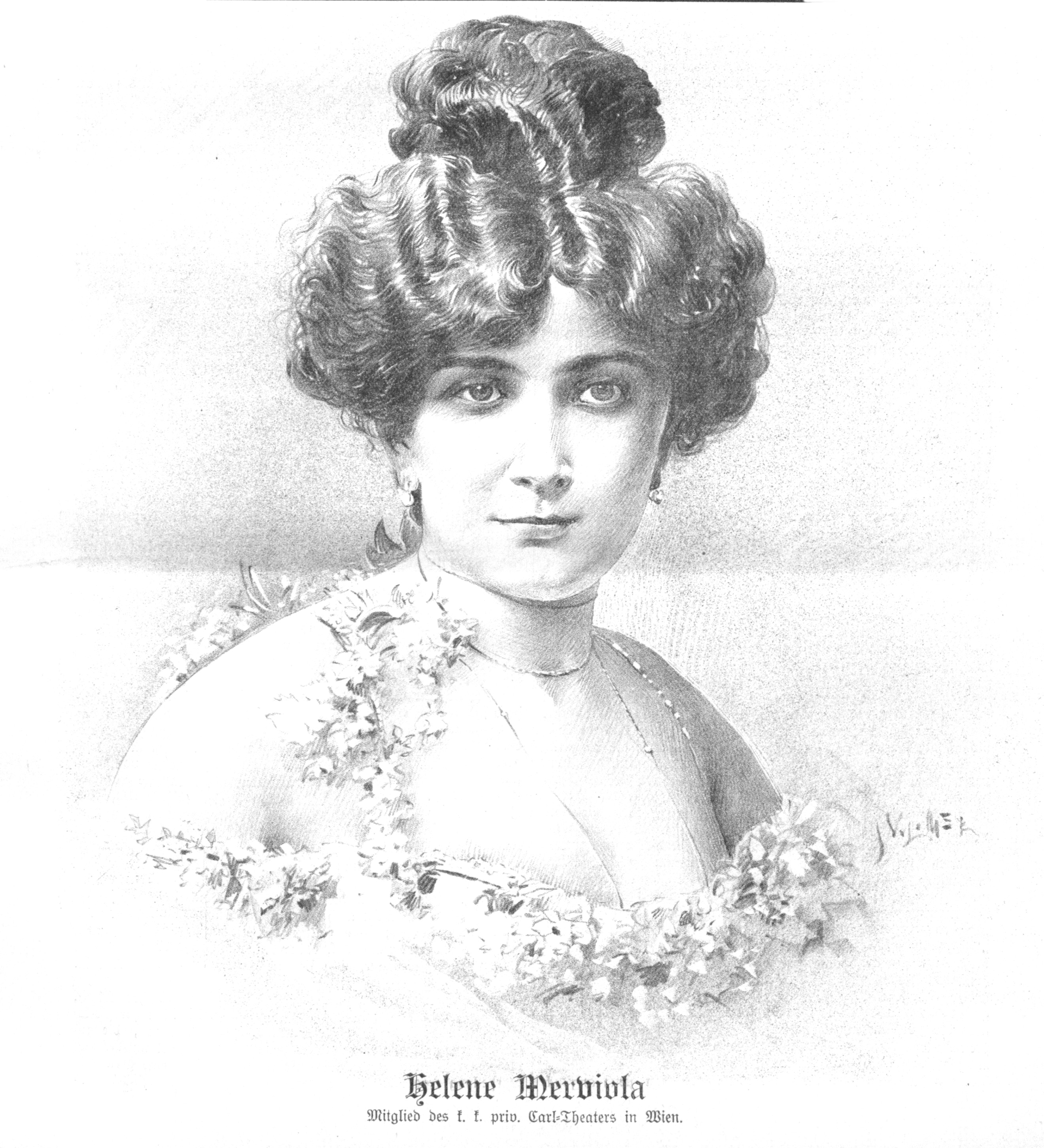
Helene Merviola im Jahre 1903

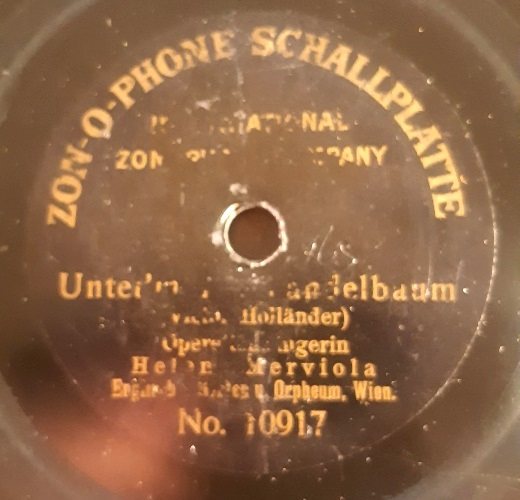
Schallplatte von Helene Merviola (Wien 1902)

Helene Merviola, auch Helena Merviola, (* 22. März 1883 in Brünn; † 10. März 1966 in Berlin) war eine österreichische Operettensängerin (Sopran) und Schauspielerin.
Merviola war als Operettensängerin am Wiener Carltheater engagiert, wo sie große Erfolge hatte. Nachgewiesen sind dort Auftritte ab 1904. Sie übernahm die Rollen der Sängerin und der Primadonna  in den Operetten, sang gelegentlich aber auch Soubrettenrollen.
Sie war am Carltheater an mehreren Uraufführungen von Operetten beteiligt. Am 27. Februar 1904 wirkte sie, neben Mizzi Günther (in der Titelrolle), in der Uraufführung der Operette Das Veilchenmädel von Joseph Hellmesberger mit. Sie sang aber auch selbst die Titelrolle. Am 12. November 1904 sang sie am Wiener Carltheater die Kriemhild in der Uraufführung der Operette Die lustigen Nibelungen von Oscar Straus. Am 10. März 1906 sang sie am Carltheater die Partie der Miki in der Uraufführung der Operette Hugdietrichs Brautfahrt von Oscar Straus, mit Mizzi Zwerenz in der Hosenrolle des Hugdietrich als Partnerin. Am 2. März 1907 übernahm sie am Wiener Carltheater die Rolle der Prinzessin Helene in der Uraufführung der Operette Ein Walzertraum.
Im Sommer 1906 sang sie im Kurtheater Bad Hall. In der Spielzeit 1906/07 war sie als Gast am Stadttheater Wiener Neustadt engagiert. In der Spielzeit 1907/08 gastierte sie am Central-Theater Dresden in den Leo-Fall-Operetten Die Dollarprinzessin (als Alice) und Der fidele Bauer.
1908–11 unternahm Merviola mit den deutschen Operettengesellschaften Tuscher und Ferenz von Hamburg aus jeweils eine große Südamerika-Tournee durch Argentinien, Brasilien, Chile und Uruguay; möglicherweise handelte es sich dabei um dieselbe Tournee, mit der auch Mizzi Jezel reiste. Bei diesen Tourneen war sie als „Erste Sopranistin“ engagiert, sang aber u. a. in São Paulo auch die Soubrettenpartie der Franzi Steingruber in Oscar Straus’ Operette Ein Walzertraum. Nach ihrer Rückkehr trat Merviola in Düsseldorf (1915; am Apollo-Theater im Rahmen eines Gastspiels), Hamburg und in Breslau auf. Im Sommer 1918 gastierte sie, unter dem Namen Helena Merviola, mit einer deutschen Operettengesellschaft in Finnland (Helsinki), wo sie u. a. die Titelrolle in der Operette Die Csárdásfürstin sang.
Merviola lebte während ihrer Wiener Zeit im Wiener Gemeindebezirk Leopoldstadt. Sie war mit dem deutschen Schauspieler und Regisseur Victor Janson verheiratet.
Von ihrer Stimme sind einige Tondokumente aus den Jahren 1904 bis 1907 überliefert. Ihre Aufnahmen erschienen bei u. a. bei Columbia Phonograph, insbesondere aber bei der Marke Odeon. Merviola nahm u. a. Ausschnitte aus den Operetten Der Zigeunerbaron (Auftrittslied der Saffi), Der Göttergatte von Franz Lehár, Das Veilchenmädel, Hugdietrichs Brautfahrt, Die lustigen Nibelungen, Ein Walzertraum und Künstlerblut von Edmund Eysler (mit Richard Waldemar als Partner) auf. In einem Duett aus der Operette Das Veilchenmädel, aufgenommen im Mai 1906, ist Max Rohr ihr Partner. In einer Aufnahme aus dem Jahr 1907 singt sie gemeinsam mit Amalie Carneri das Duett Helene-Friederike „Ich hab einen Mann“ aus dem Walzertraum.
Merviola verstarb 1966 und wurde neben ihrem Mann Victor Janson auf dem Friedhof Wilmersdorf beigesetzt.